# Consell General d'Aran
El Consell General d'Aran (en aranès i oficialment Conselh Generau d'Aran) és l'òrgan de govern autònom de la Vall d'Aran. Es va constituir oficialment després de les eleccions del 1991 i és format per 13 membres. Segons la Llei 16/1990, de 13 de juliol (DOGC 1326, de 3 d'agost), sobre règim especial de la Vall d'Aran, és integrat pel Síndic d'Aran (Sindic), pels Consellers Generals (Conselhers Generaus) elegits a les eleccions al Conselh Generau d'Aran i que funcionen en Ple, i per la Oïdoria de Compdes.

## Història
El 1312 fou incorporada novament a la Corona d'Aragó. El rei establí el 22 de juliol del 1313 la Querimònia (Costums i Privilegis de la Vall d'Aran) o Privilegi de Jaume el Just, modificant-se el sistema d'administratiu de la universitas al Conselh Generau d'Aran. El privilegi fou reafirmat el 1325 per Alfons III. Ja havia estat concedit el primer privilegi a Lleida el 4 de juliol del 1306.
L'elecció i el jurament dels consellers del Conselh Generau d'Aran se celebrava a l'església de Sant Aurenç de Viella, que fou enderrocada en l'època de Madoz per raons estratègiques.

## Competències

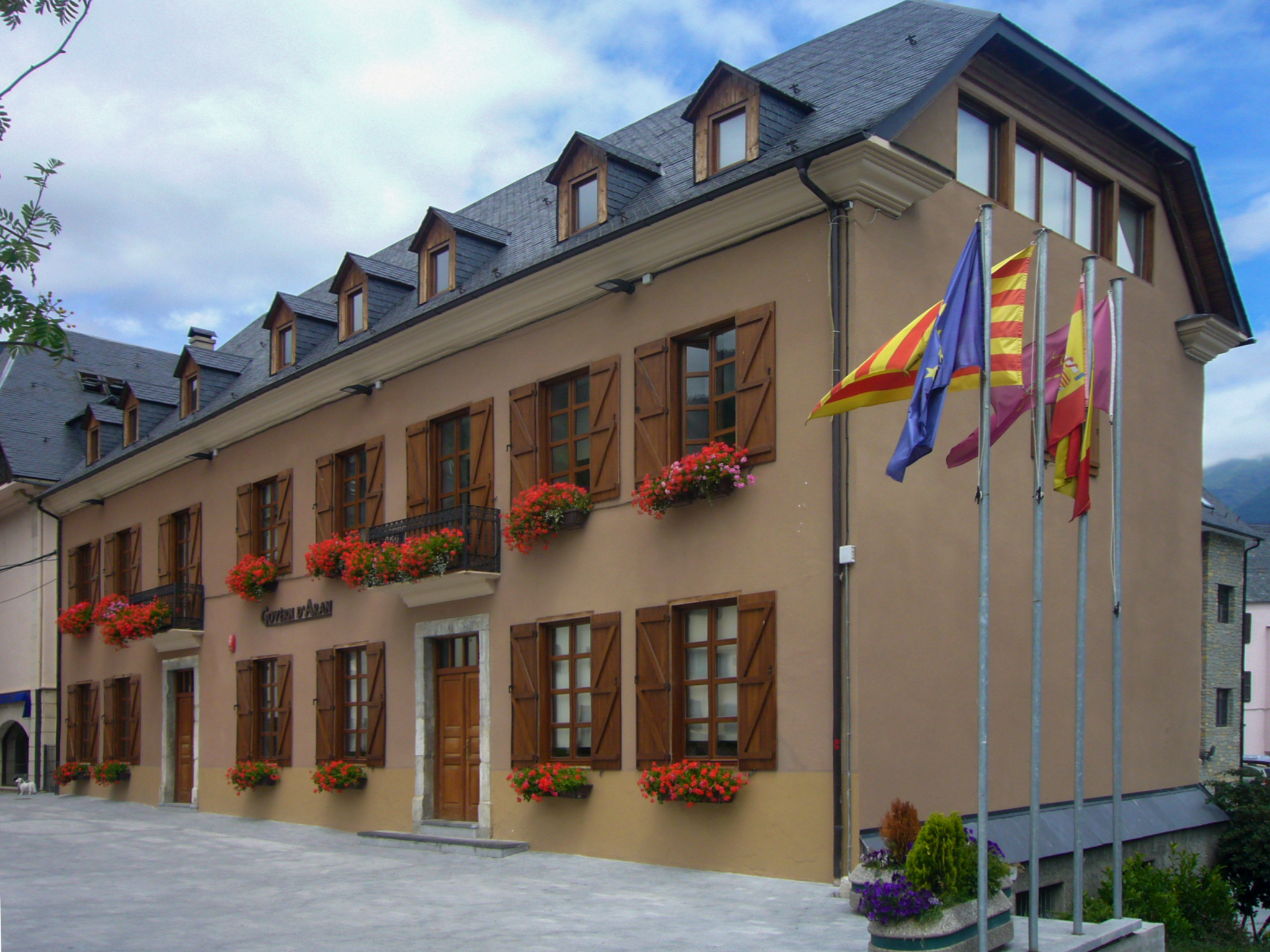
Seu del Conselh Generau d'Aran, a Viella

Té competència plena en tot allò que fa referència al foment i l'ensenyament de l'aranès i de la seva cultura, d'acord amb les normes de caràcter general vigents a tot Catalunya en el camp de la política lingüística i educativa. Endemés, La Generalitat ha de cedir al Conselh Generau competències i serveis almenys sobre les matèries següents: 
- Ensenyament.
- Cultura.
- Sanitat.
- Serveis socials.
- Ordenació del territori i urbanisme.
- Turisme.
- Protecció, conservació i administració del seu patrimoni històric i artístic.
- Protecció de la natura, muntanya i vies forestals.
- Agricultura, ramaderia, pesca, caça i aprofitaments forestals.
- Salvaments i extinció d'incendis.
- Joventut.
- Oci i temps lliure.
- Esports.
- Medi ambient.
- Recollida i tractament de residus sòlids.
- Salubritat pública.
- Carreteres locals.
- Transport interior de viatgers.
- Artesania.

Endemés, li corresponen les facultats que la legislació de la Generalitat de Catalunya reconegui a les comarques en relació amb les activitats i els serveis de competència municipal, l'assistència als municipis i la cooperació amb aquests, la planificació territorial i les actuacions especials de muntanya. El Conselh Generau exerceix també les competències que li delega o li assigna l'Administració de la Generalitat d'acord amb el que estableix la legislació de règim local.
El finançament de les competències es farà amb
- Ingressos de dret privat.
- Taxes per la prestació de serveis i la realització d'activitats de la seva competència.
- Contribucions especials per l'execució d'obres o per l'establiment, l'ampliació i la millora dels serveis de la seva competència.
- Participacions en impostos de l'Estat i de la Generalitat establertes a favor de les entitats comarcals.
- Subvencions i altres ingressos de dret públic.
- Ingressos procedents d'operacions de crèdit.
- Ingressos que es derivin dels acords de cooperació establerts amb la Generalitat.
- Multes.
- Altres que es puguin establir.

També corresponen al Conselh Generau participacions en els ingressos provincials quan s'assumeixin les competències de la Diputació de Lleida i les aportacions dels municipis de la Vall d'Aran.
D'aleshores ençà ha rebut traspassos de competències autonòmiques. El 1993 se li assigna un 1,86% del total de la dotació del FEDER. El 1999 li foren transferides competències en ensenyament (elaboració i producció de llibres de text i material didàctic en aranès, formació permanent del professorat en llengua i cultura aranesa, auxiliars de conversa en aranès, activitats d'implantació de la reforma educativa i desenvolupament en llengua aranesa, gestió dels serveis de menjador i transport escolar i formació ocupacional) i serveis i funcions en matèria de transports interiors de viatgers. El 2000 se li transferiren competències en sanitat i ramaderia i pesca, i el 2003 en formació ocupacional en l'àmbit de l'escola d'hoteleria i serveis socials.
El 21 de gener del 2015 entrà en vigor la nova Llei d'Aran, que defineix de forma més concisa i amplia substanciosament les competències del Conselh Generau. Al març, aquest va assumir els primers traspassos, en matèries com la infraestructura bàsica de Protecció Civil, foment del comerç i l'artesania i la gestió de l'Arxiu General d'Aran

## Partits polítics representats
Els partits polítics representats al Conselh Generau d'Aran després de les eleccions al Conselh Generau d'Aran de 2023 són:
- Unitat d'Aran-PSC-Progrés Municipal: 9/13
- Convergéncia Democratica Aranesa - Partit Nacionalista Aranès: 4/13

### Històric
|       | 1991 | 1995 | 1999 | 2003 | 2007 | 2011 | 2015 | 2019 | 2023 |
| ----- | ---- | ---- | ---- | ---- | ---- | ---- | ---- | ---- | ---- |
|       | 7    | 7    | 9    | 7    | 6    | 7    | 7    | 4    | 4    |
|       | 6    | 4    | 2    | 5    | 6    | 5    | 5    | 9    | 9    |
|       | -    | 2    | 1    | 0    | -    | -    | -    | -    | -    |
| PRAG  | -    | -    | 1    | 1    | 1    | 1    | 1    | 0    | 0    |
| Total | 13   | 13   | 13   | 13   | 13   | 13   | 13   | 13   | 13   |

## Seu del Consell
L'edifici de la seu del Consell General d'Aran eren les oficines de la Sociedad Productora de Fuerzas Motrices, companyia que construí diverses centrals hidroelèctriques a la vall i que tingué un pes econòmic important a l'Aran.